# 滝口季彦
滝口 季彦（たきぐち すえひこ、1941年〈昭和16年〉11月13日 - ）は、日本の政治家。元広島県庄原市市長。

## 来歴
広島県比婆郡山内西村（現：庄原市山内町）出身。中央大学第二法学部卒業。庄原市議会議員を経て、2002年（平成14年）に庄原市長に初当選。同年12月5日に就任した。2005年（平成17年）3月31日、庄原市は近隣の町と合併し、新たな庄原市が発足。これに伴い、同月30日に（旧）庄原市長を退任した。そして、合併により発足した（新）庄原市長選挙に立候補して、無投票で当選した。4月17日に就任した。

### 2009年庄原市長選挙
2009年（平成21年）の市長選挙で新人3人を破って再選。
※当日有権者数：34,816人 最終投票率：83.75%（前回比：-pts）
| 候補者名 | 年齢 | 所属党派 | 新旧別 | 得票数   | 得票率 | 推薦・支持 |
| -------- | ---- | -------- | ------ | -------- | ------ | ---------- |
| 滝口季彦 | 67   | 無所属   | 現     | 13,626票 | 47.5%  | -          |
| 入江幸弘 | 66   | 無所属   | 新     | 9,832票  | 34.3%  | -          |
| 藤原義正 | 52   | 無所属   | 新     | 4,204票  | 14.7%  | -          |
| 林保武   | 74   | 無所属   | 新     | 1,016票  | 3.5%   | -          |

2013年（平成25年）の市長選挙には出馬しなかった。新人候補（当時）の木山耕三を支援した（木山は当選）。4月16日に退任した。